# Brandãozinho
Brandãozinho, właśc. Antenor Lucas (ur. 9 czerwca 1925 w Campinas – zm. 4 kwietnia 2000 w São Paulo) – piłkarz brazylijski, występujący na pozycji ofensywnego pomocnika.

## Kariera klubowa
Karierę piłkarską zaczął w klubie Campinas FC w 1940 roku. W 1943 przeszedł do Portuguesy Portuguesa Santista Santos. W klubie z antos grał do 1949 roku. Ostatnim etapem kariery była Portuguesa São Paulo, gdzie zakończył karierę w 1956 roku. Z Portuguesą São Paulo dwukrotnie wygrał Turniej Rio-São Paulo w 1952 i 1955 roku.

## Kariera reprezentacyjna
W reprezentacji Brazylii Brandãozinho zadebiutował 6 kwietnia 1952 w meczu z reprezentacją Meksyku podczas Mistrzostw Panamerykańskich, które Brazylia wygrała. W następnym roku grał na Copa América 1953, na których Brazylia zajęła drugie miejsce, przegrywając w finale z reprezentacją Paragwaju. W 1954 roku Brandãozinho był członkiem kadry na mistrzostwa świata w Szwajcarii, na których Brazylia odpadła w ćwierćfinale z reprezentacją Węgier. Brandãozinho zagrał we wszystkich trzech meczach turnieju. 13 marca 1955 Brandãozinho zagrał w meczu z reprezentacją Chile i był to jego ostatni mecz w reprezentacji. Łącznie zagrał w barwach canarinhos 16 meczów.